# Didier Lockwood
Didier Lockwood (Calais, 11 febbraio 1956 – Parigi, 18 febbraio 2018) è stato un violinista francese.

## Biografia
Nato a Calais, dove ha studiato violino classico e composizione al conservatorio, si è interessato ben presto al rock and roll e, nel 1972 ha lasciato gli studi classici per formare un gruppo di rock progressive, i Magma (gruppo musicale), assieme a suo fratello Francis, pianista.
I due fratelli suonano assieme per tre anni ma Didier si lascia affascinare dalle improvvisazioni di Jean-Luc Ponty nel disco King Kong: Jean-Luc Ponty Plays the Music of Frank Zappa di Frank Zappa e la sua musica è influenzata da Stéphane Grappelli con cui va a suonare in tour.
Ha partecipato inoltre all'album Absolutely Live del gruppo fusion canadese Uzeb.
È celebre per la sua tendenza all'esplorazione di nuovi contesti musicali e per la versatilità nel riprodurre vari tipi di suoni con il suo violino amplificato (come ad esempio il suono del treno o del gabbiano).
Il 23 luglio 1982, a Montreux, in Svizzera, ha suonato in concerto con il chitarrista Allan Holdsworth, il batterista Billy Cobham, il bassista e cantante Jack Bruce, ed il tastierista David Sancious.
Nel 2001 ha fondato una scuola pre improvvisazione con strumenti a corda, la CMDL (Centro Musicale Didier Lockwood).
È stato sposato con la cantante lirica Patricia Petibon. È apparso nel film di Claude Lelouch Le Genre humain, première partie: Les Parisiens.
Nel 2006 è in tour con il chitarrista jazz Martin Taylor.
Nel 2012 intraprende un tour con la Mike Stern Band, esibendosi con Dave Weckl, Tom Kennedy e lo stesso Mike Stern.
In Italia ha collaborato con Claudio Baglioni per l'album Oltre del 1990.
Lockwood è morto improvvisamente nel 2018 per una crisi cardiaca.